# 魔法戦隊マジレンジャー THE MOVIE インフェルシアの花嫁
『魔法戦隊マジレンジャー THE MOVIE インフェルシアの花嫁』（まほうせんたいマジレンジャー ザ ムービー インフェルシアのはなよめ）は、2005年9月3日より東映系で公開された日本の映画作品。特撮ヒーロー番組スーパー戦隊シリーズの『魔法戦隊マジレンジャー』の映画化作品である。同時上映は『劇場版 仮面ライダー響鬼と7人の戦鬼』。

## 概要
2001年の『劇場版 百獣戦隊ガオレンジャー 火の山、吼える』以来、スーパー戦隊シリーズの劇場版では、アイドルが演じるゲストヒロインの起用が恒例となっていたが、本作品では平田薫が演ずるテレビシリーズのセミレギュラー山崎由佳がヒロインとなった。東映プロデューサーの塚田英明は、テレビシリーズで小津魁/マジレッドが山崎に想いを寄せているという設定であったため、ゲストヒロインとの恋愛ストーリーにすることはできなかったと述べており、脚本の前川淳も「出会いと別れ」という基本が例年続いていたため、本作品ではヒロインに山崎さんを据え、テレビですでに出会いが描かれていることから、いきなり本筋から入ったものとなった。ただし、テレビシリーズを観たことがない人がいるため、不親切にならないように配慮しており、テレビシリーズを観たことがある人はより楽しめるものとなった。ゲストキャラクターの紹介時間が不要となったため、作品全体のテンポアップが可能となり、レギュラーメンバーの見せ場にも重点が置かれている。
テレビシリーズに先駆けセイントカイザーやマジシャインの真の姿天空聖者サンジェル、天空大聖者マジエルが登場する。マジエル役の曽我町子は、監督の竹本昇の要望により起用された。また、テレビシリーズの重要設定の一つであるマジトピアが本作品で初めて本格的に描写された。
前作『特捜戦隊デカレンジャー THE MOVIE フルブラスト・アクション』とならび夏に公開される劇場版としては上映時間が最長である､本作が最後の9月公開となった。以降は8月上旬または7月下旬の公開となる。
監督の竹本昇は、本作品で初めて劇場作品を担当した。
BGMの1曲には、音楽を担当した山下康介の師である羽田健太郎がピアノ演奏で参加した。羽田は2007年に死去しており、スタジオミュージシャンとしての収録は本作品が最後であったとされる。
2020年11月3日、第33回東京国際映画祭にて本作品と『魔法戦隊マジレンジャーVSデカレンジャー』の2本が特別上映され、橋本淳、松本寛也、甲斐麻美、別府あゆみ、伊藤友樹、市川洋介らによるオンライントークも配信された。

## あらすじ
小津兄弟は、魁の出場するサッカー部の試合を応援に来ていた。魁の決勝シュートによって見事に勝利を収めたその直後、巨大な超冥獣リビングソードが現れ街の破壊を始め、それを操る冥獣人バーサーカーの王グルーム・ド・ブライドンはサッカー部マネージャーの山崎由佳を「花嫁にする」とインフェルシアへと連れ去る。バーサーカーの王と純真な乙女が結婚をすると、不死身のバーサーカー軍団が復活するという。
インフェルシアに行くにはマジトピアにいるという一角聖馬ユニゴルオンの力を借りるしか手はない。由佳を救出するため、マジレンジャーたちはマジトピアへと向かう。

## 登場人物
冥獣人バーサーカー グルーム・ド・ブライドン
インフェルシアでも一、二を争う凶悪な戦闘民族バーサーカー一族の王。純粋な魂を持つ人間を花嫁として結婚することで、自身の鎧に死霊となって取り憑く一族郎党の魂を解き放ち不死身の狩猟軍団を誕生させようと目論む。花嫁として拉致した山崎が自分に好意を寄せないため（特に兜の下の素顔は醜悪であり拒絶されている）、吸い取った人間の生気をエネルギーにして、人の心を自由に操る魔導アイテム傀儡の指輪をメーミィに授けられる。普段は王に恥じない気品ある態度だが一旦怒ると豹変し、文字通りバーサーカーの如く荒れ狂う。戦闘では異常なまでのタフさを誇り、敵に倒されても怒りが頂点に達するとより強力な姿に変貌して立ち上がる。武器は銃や槍に変形する自在剣。
- デザインは凶暴なイメージから全身に刃のついた姿となった。プロデューサーの塚田英明から素顔の出ている姿にするよう提案されたが、デザインを担当した篠原保は先に用意していた顔が自身の好みではないとして仮面をつけた状態を基本としている。各強化形態はスーツのパーツを差し替えている。

超冥獣 リビングソード
グルームが使役する巨大な冥獣。リビングソード（LivingSord）の名の通り、全身が鋭く尖った剣でできている。
- デザインは先に決定したソード・オブ・グルームから変形を逆算して描かれた。

冥獣合体 ソード・オブ・グルーム
グルームがリビングソードに自ら捕食されることで冥獣合体した姿。頭部にグルームの上半身が出現し、回転カッターなど体を構成する刃物の数、種類がより一層増える。
- CGで描写されることが前提であったため、シルエットの面白さをわかりやすく見せられるサソリ型となった。全身はCGで描かれているが、上半身のアップはグルームのスーツを改造したものを使用している。

## キャスト
- 小津魁 / マジレッド - 橋本淳
- 小津翼 / マジイエロー - 松本寛也
- 小津麗 / マジブルー - 甲斐麻美
- 小津芳香 / マジピンク - 別府あゆみ
- 小津蒔人 / マジグリーン - 伊藤友樹
- 小津深雪 - 渡辺梓
- ヒカル / マジシャイン - 市川洋介
- リン - 山内明日
- 天空大聖者マジエル - 曽我町子
- 山崎由佳 - 平田薫
- ナイ - ホラン千秋
- メア - 北神朋美

### 声の出演
- マンドラ坊や - 比嘉久美子
- スモーキー - 草尾毅
- ウルザード - 磯部勉
- メーミィ - 高戸靖広
- バンキュリア - 渡辺美佐
- グルーム・ド・ブライドン - 檜山修之
- ナレーション - 玄田哲章

### スーツアクター
- マジレッド[12][13]、マジフェニックス[13] - 高岩成二
- マジイエロー[14] - 今井靖彦
- マジブルー[14] - 野川瑞穂
- マジピンク[14] - 小野友紀
- マジグリーン[15]、マジタウロス[15]、ほか[15] - 福沢博文
- マジシャイン[16] - 岡元次郎
- ウルザード[14] - 日下秀昭
- スモーキー[14]、グルーム・ド・ブライドン[17] - 竹内康博
- メーミィ[14] - 蜂須賀祐一
- バンキュリア[14] - 大林勝
- 渡邉昌宏
- 中川素州
- 神尾直子
- 中村広和
- 橋口未和
- 三住敦洋
- 村岡弘之

以下ノンクレジット
- 藤榮史哉
- 内藤俊一
- 東季理
- 末野卓磨
- 押川善文
- 小林勇介
- 石井靖見
- 中島俊介
- 佐藤義夫
- 飯田卓也
- 佐藤太輔
- 杉口秀樹
- 宇田卓也
- 田中宏幸
- 大上免竜二
- 佐野弥生
- 金田進一
- 縄田雄哉
- 渡辺淳

## スタッフ
- 製作 - 福湯通夫（東映）、高橋浩（東映アニメーション）、亀山慶二（テレビ朝日）
- 企画 - 鈴木武幸（東映）、梅沢道彦（テレビ朝日）、日達長夫（東映ビデオ）、竹内淳（バンダイ）、永井秀之（アサツー ディ・ケイ）、福中脩（東映エージエンシー）
- 原作 - 八手三郎
- プロデュース - 塚田英明、宇都宮孝明、シュレック・ヘドウィック、矢田晃一
- 脚本 - 前川淳
- 音楽 - 山下康介
- 撮影 - 松村文雄
- 照明 - 竹田勝三
- 編集 - 佐藤連
- 整音 - 渡辺典夫
- 助監督 - 安養寺工
- 進行主任 - 喜多智彦
- 特撮・CG - （株）特撮研究所
- 視覚効果 - 沖満
- キャラクターデザイン - 篠原保 / 原田吉郎 / 松井大
- 企画協力 - 企画者104
- デザイン協力 - プレックス
- 造型 - レインボー造型企画
- 美術 - 大谷和正
- 記録 - 渋谷康子
- プロデューサー補 - 泉谷裕
- 製作担当 - 谷口正洋
- 配給 - 東映
- アクション監督 - 石垣広文（ジャパンアクションエンタープライズ）
- 特撮監督 - 佛田洋
- 監督 - 竹本昇

## 音楽
主題歌「呪文降臨〜マジカル・フォース」
作詞 - 岩里祐穂 / 作曲 - YOFFY / 編曲 - サイキックラバー&大石憲一郎 / 歌 - Sister MAYO
曲はテレビシリーズと同じだが、本作品のみヒカルがメインダンサーに加わり、映像も異なる。ミニコーナー部分はマンドラ坊やとスモーキーのかけあいで、スモーキーは「俺の出番これだけ!?」と突っ込んでいた。エンディング後は本作品のタイトルが表示された幕が閉まり、これまたマンドラ坊やとスモーキーが登場し、本作品の終了を告げる。
挿入歌
「Song For Magitopia」
作詞 - 岩里祐穂 / 作・編曲 - 山下康介 / 歌 - 水木一郎・串田アキラ・影山ヒロノブ
塚田は、イメージソースとしてスティング、ロッド・スチュワート、ブライアン・アダムスによる楽曲「All For Love」を挙げている。
「魔法戦隊マジレンジャー」
作詞 - 岩里祐穂 / 作曲・歌 - 岩崎貴文 / 編曲 - 京田誠一

## 映像ソフト化
- 魔法戦隊マジレンジャー THE MOVIE インファルシアの花嫁 メイキング ヒーローたちのマジで熱い夏!（DVD1枚組、2005年9月9日発売）
  - 本作品のメイキング映像を収録。
- 魔法戦隊マジレンジャー THE MOVIE インファルシアの花嫁 通常版（DVD1枚組、2006年2月21日発売）
  - 映像特典
    - 特報・劇場予告編
- 魔法戦隊マジレンジャー THE MOVIE インフェルシアの花嫁 マジ限定版（DVD1枚組、2006年2月21日発売）
  - 映像特典
    - 製作発表会見 and Happy Birthday
    - 完成披露試写会舞台挨拶
    - 劇場舞台挨拶
    - 番組内告知
    - 特報・劇場予告編
    - TVスポット集
    - マジカル美術館
    - インフェルシア冥獣・冥獣人図鑑
    - ポスタービジュアル

  - 封入特典
    - マジミニPEZ5体セット

## 漫画
魔法戦隊マジレンジャー THE MOVIE インフェルシアの花嫁
雑誌『特撮エース』No.11 - 14に掲載。ストーリーの基本的な流れは映画と同じだが、後半の展開が異なる。
- 東映（原作）・黒岩よしひろ（作画）『魔法戦隊マジレンジャー THE MOVIE インフェルシアの花嫁』角川書店〈KADOKAWA COMICS特撮A〉、（2006年3月1日発売）、ISBN 4-04-853954-X